# Уршка Хроват
Уршка Хроват (словен. Urška Hrovat; Љубљана, СФРЈ, 18. фебруар 1974) бивша је словеначка алпска скијашица, специјалиста за техничке дисциплине:слалом и велеслалом. Чланица је Скијашког клуба Олимпија Љубљана. Возила је на скијама марке Росињол (Rossignol).
Прве веће успехе постигла је 1986. и 1987. када је освојила Трофеј Тополино у Италији, незванично Светско првенство младих. Прво победничко постоље на међународним такмичењима постигла 1991. је на Светском јуниорском првенству у Геилу и Хемседалу у Норвешкој, када је освојила златну медаљу у слалому и сребро у комбинацији. Године 1992. одбранила је у Марибору, на Светском јуниорском првенству, титулу у слалому, а 1993. у Монте Кампиону је била трећа у истој дисциплини.
У сениорској конкуренцији Светског купа почела се такмичити 1992. и до краја каријере у 2001, постигла је више добрих резултата, укључујући и њен највећи успех треће место на Светском првенству 1996. у Сијера Невади.
Као представница Словеније три пута је учествовала на Зимским олимпијским играма: 1992. у Албервилу, Француска и 1994. у Лилехамеру, Норвешка и 1998. у Нагану, Јапан. Најбољи пласман имала је у слалому 1994., кад је заузела 8. место.
После завршетка каријере неколико месеци је возила рели, а затим се повикла из света спорта и у старом граду у Љубљани је отворила ресторан. Од јануара 2007, запослила се у предузећу Елан као менаџер пројекта, еланове женске скије.
Уршка Хроват је удата за словеначког хокејаша Луку Жагара. Дана 3. новембра 2009. добили су прво дете, сина Филипа.

## Резултати

### Олимпијске игре
- Албервил 1992.: 10. слалом
- Лилхамер 1994.: 8. слалом, 20 велеслалом, 28 супервелеслалом
- Нагано 1998.: 18. велеслалом

### Светско првенство
- 1993. Мориока : 26. слалом, 27. велеслалом
- 1996. Сијера Невада : 3. слалом, 11. велеслалом
- 1999. Вејл : 7. слалом
- 2001. Санкт Антон ам Арлберг : 10. слалом

### Светски куп
- Сезона 1993/94: 10. укупни пласман, 3. слалом
- Сезона 1994/95: 10. укупни пласман, 4. слалом, 8. велеслалом
- Сезона 1995/96: 2. слалом
- Сезона 1996/97: 8. слалом, 8. велеслалом
- Сезона 1997/98: 9. укупни пласман, 4. слалом
- Сезона 1998/99: 10. слало
- 14 победничких постоља, са 5 победа:

| Датум             | Место               | Држава     | Дисциплина |
| ----------------- | ------------------- | ---------- | ---------- |
| 22. јануар 1994   | Марибор             | Словенија  | Слалом     |
| 30. децембар 1994 | Мерибел             | француска  | Слалом     |
| 14. јануар 1996   | Гармиш-Партенкирхен | Немачка    | Слалом     |
| 14. март 1998     | Кран Монтана        | Швајцарска | Слалом     |
| 21. новембар 1998 | Парк Сити           | САД        | Слалом     |

### Европа куп
- Сезона 1990/91.: 7. укупна пласман, 6. Слалом, 9. велеслалом
- Сезона 1991/92.: 5. укупан пласман, 2. слалом
- Сезона 1992/93.: 8. слалом
- Сезона 1994/95,: 8. велеслалом
- 6 победничких постоља са две победе (Слалом у Гресону 1994, велеслалом у Абетонеу 1995)